# 裴洲圣母无染原罪大修院
裴洲圣母无染原罪大修院（越南语：Chủng viện Đức Mẹ Vô Nhiễm – Bùi Chu，英语：Immaculate Conception Major Seminary in Bùi Chu - ICSB）是一座罗马天主教神学院，位于越南南定省春长县春玉社（Xã Xuân Ngọc），属于天主教裴洲教区, 由已故裴洲教区总主教黃文潛若瑟（Giuse Hoàng Văn Tiệm）创立于2010年2月2日，受到聖座萬民福音部部長若望·迪亞斯的指导和鼓励。修院目前正在为172位修生提供培训。
| 裴洲圣母无染原罪大修院 |      |                                                  |
| 校训                   | 校训 | Martyrium, Maria, Missio (殉道/奉献；圣母；传教) |
| 成立                   | 成立 | 2010年                                           |
| 性质                   | 性质 | 罗马天主教教区神学院                             |
| 院长                   | 院长 | 武廷效主教                                       |
| 位置                   | 位置 | 越南南定省春长县春玉社                           |
| 建筑                   | 建筑 | 2                                                |
| 校歌                   | 校歌 | “Ta là Mẹ Vô Nhiễm” –                            |
| 缩写                   | 缩写 | ICSB, CVBC                                       |

## 历史
2001年，黃文潛主教就任后，希望建立一所大修院来培养神父。2007年，1号楼奠基，2008年建成。2009年12月7日，萬民福音部批准在裴洲成立大修院。2012-2013年建造二号楼。2017年8月9日，国家承认裴洲大修院为越南第八个大修院。

## 校训
- 殉道/奉献
- 圣母
- 传教